# David Arill
David Arill, född den 24 februari 1893 i Foss socken, död den 1 mars 1953 i Fryksände församling, var en svensk skolman och folklivsforskare. Pseudonym: Rill. 

## Biografi
David Arill var son till lantbrukaren A. Oskar Hansson och Maria Kajsa Andersson. Efter studentexamen 1913 och folkskollärarexamen 1914 fick Arill tjänst som folkskollärare i Bohuslän 1914–1918 och därefter vid Grebbestads folkhögskola 1918–1920 och vid Fryksände högre folkskola 1921–1926. Han avlade dessutom filosofie kandidatexamen i Uppsala 1919 och filosofie licentiatexamen i Lund 1929. Slutligen tjänstgjorde han vid den kommunala mellanskolan i Torsby, där han från 1938 var rektor. Han var även aktiv inom folkpartiet och hade flera kommunala uppdrag i Torsby och Fryksände.
Arill ägnade sig åt folklivsforskning och insamling av olika folkminnen. Han skrev ett femtiotal uppsatser i folkloristik och kulturhistoria. Han utsågs 1944 till hedersledamot i Västsvenska folkminnesföreningen. 

### Redaktör
- Bohuslänska folkminnen : studier och uppteckningar / redigerade av David Arill. Uddevalla: Föreningen. 1922. Libris 1176363
- ”Visor upptecknade i Veinge av Edvard Erlandsson”. Vår bygd (Halmstad: Hallands hembygdsförbund) 1923. 1923. Libris 1497966
- Halländsk bygdekultur : studier rörande fornminnen, folkmål och folkliv / red. av David Arill, Hj. Lindroth, Elof Lindälv. Göteborg: Wettergren & Kerber. 1925. Libris 1470932
- Värmländska folkminnen  / upptecknade av Edvard Olsson ; utgivna av David Arill. Karlstad: Västsvenska folkminnesföreningen. 1932. Libris 1192654
- Folkminnen och folktankar. Lund: Folkminnesföreningen i Lund. 1930-1935. Libris 360852 - Redaktionell medverkan.